# Martharaptor greenriverensis
Martharaptor greenriverensis (Senter et al., 2012) è un Teropode Coelurosauria appartenente ai Therizinosauria. 
Vissuto nello Utah centro-orientale circa 128-118 milioni di anni fa, è conosciuto per resti frammentari disarticolati appartenenti ad un unico individuo comprendenti ossa degli arti, ossa del cinto pelvico, artigli, resti scapolari e varie vertebre. Tuttavia risulta riconoscibile per alcune apomorfie, come l'ischio compresso mediolateralmente.
I resti fossili sono conservati nel Natural History Museum of Utah a Salt Lake City.